# Лот, Фердинанд
Виктор Анри Фердинанд Лот (фр. Ferdinand Lot; 20 сентября 1866, Франция — 20 июля 1952, там же) — французский историк-медиевист, специалист по раннему Средневековью и поздней Римской империи. Наиболее известен работами, посвящёнными переходному периоду от античности к средневековью, главный труд — «Конец Древнего мира и начало средневековья» (1927). Почётный профессор Сорбонны, член Академии надписей и изящной словесности и Британской академии.

## Биография
Родился в Ле-Плесси-Робинсон.
Выпускник парижского лицея Людовика Великого. В 1886—1890 годах учился в Школе хартий, получив специальность палеографа и архивариуса. В 1890—1902 годах — сотрудник и библиотекарь (1893) в Сорбонне. Степень доктора получил в Нанси в 1903 году. Его докторские тезисы там стали первыми, написанными на французском языке, а не на латыни. Доктор филологических наук (1903).
Преподаватель средневековой истории Практической школы высших исследований (École pratique des hautes études) (с 1900) и Сорбонны (1903—1936, профессор с 1909 года, с 1920 года — профессор средневековой истории).
В 1924 году избран членом Академии надписей и изящной словесности, входящей в Институт Франции, член и президент (1922—1923) парижского Общества Школы хартий, член Британской академии и Королевской академии наук и искусств Бельгии. Член-корреспондент Американской академии медиевистики (1926).
Умер в Фонтене-о-Роз.
Супруга с 1909 года — историк, литературовед и переводчик М. И. Лот-Бородина (1882—1954 или 1957), дочь ботаника И. П. Бородина. В браке родились 3 дочери.
Награды
- Командор ордена Почётного легиона
- Командор бельгийского ордена Короны

## Научная деятельность
Один из наиболее авторитетных исследователей периода раннего европейского средневековья. В колоссальном наследии более чем из 15 монографий, 300 статей и 11 публикаций, свидетельствующих о творческой активности учёного, Ф. Лот начал изучение истории раннего средневековья, и на его трудах до сих пор базируются исследования современных медиевистов. Во многом этому способствовало то, что история ранней средневековой Франции в конце XIX века была мало изучена, и Лот стал одним из первых, кто начал исследование этой эпохи. Большая часть его работ посвящена периоду IX—X веков.

## Избранные публикации
- Les derniers Carolingiens. Lothaire, Louis V, Charles de Lorraine (954—991). — Paris, 1891.
- Études sur le règne d’Hugues Capet (Thèse). — Paris, 1903.
- Mélanges d’histoire bretonne (VIe-XIe siècle). — Paris, 1907
- Études critiques sur l’abbaye de Saint-Wandrille. — Paris, 1913
- Études sur le Lancelot en prose. — Paris, Librairie ancienne Honoré Champion, 1918.
- La Fin du monde antique et le début du Moyen Âge. — 1927,
- L’art militaire et les armées au Moyen Âge en Europe et dans le Proche Orient (т. 1-2, 1946),
- L’impôt foncier et la capitation personnelle. — Paris, 1928.
- Les Invasions barbares, Payot. — Paris, 1937.
- La France, des origines à la guerre de cent ans. — Paris, 1941.
- L’art militaire et les armées au Moyen Âge. — Paris, 2 vol., 1946.
- L’Origine du monde (1950).

### На русском языке
- Лот Ф. Последние Каролинги / Пер. с франц Ю. Ю. Дягилевой. — СПб.: Евразия, 2001. — 320 с.